# Matteo Darmian
Matteo Darmian (* 2. prosince 1989, Legnano, Itálie) je italský fotbalový obránce, který hraje za italský Inter a za italskou reprezentaci. Hrál i za anglický klub Manchester United, se kterým vyhrál EL 2016/17. Od sezony 2020/21 se stal hráčem Interu, kde slavil dva tituly v lize (2020/21 a 2023/24).

## Přestupy
- z Milána do Palerma za 1 300 000 eur
- z Palerma do Turína za 2 330 000 eur
- z Turína do Manchesteru United za 18 000 000 eur
- z Manchesteru United do Parmy za 2 480 000 eur
- z Parmy do Interu za 3 300 000 eur

## Statistika

### Klubová
| Sezóna               | Klub                 | Liga                 | Liga   | Liga | Domácí poháry | Domácí poháry | Domácí poháry | Kontinentální poháry | Kontinentální poháry | Kontinentální poháry | Celkem | Celkem |
| Sezóna               | Klub                 | Soutěž               | Zápasy | Góly | Soutěž        | Zápasy        | Góly          | Soutěž               | Zápasy               | Góly                 | Zápasy | Góly   |
| -------------------- | -------------------- | -------------------- | ------ | ---- | ------------- | ------------- | ------------- | -------------------- | -------------------- | -------------------- | ------ | ------ |
| 2006/07              | Milán                | Serie A              | 1      | 0    | IP            | 1             | 0             | -                    | 0                    | 0                    | 2      | 0      |
| 2007/08              | Milán                | Serie A              | 0      | 0    | IP            | 1             | 0             | LM+ES+MSk            | 0+0+0                | 0                    | 1      | 0      |
| 2008/09              | Milán                | Serie A              | 3      | 0    | IP            | 0             | 0             | PU                   | 0                    | 0                    | 3      | 0      |
| Celkem za Milán      | Celkem za Milán      | Celkem za Milán      | 4      | 0    | -             | 2             | 0             | -                    | 0                    | 0                    | 6      | 0      |
| 2009/10              | Padova               | Serie B              | 20+2   | 1    | IP            | 0             | 0             | -                    | 0                    | 0                    | 22     | 1      |
| 2010/11              | Palermo              | Serie A              | 11     | 0    | IP            | 1             | 0             | EL                   | 4                    | 0                    | 16     | 0      |
| 2011/12              | Turín                | Serie B              | 33     | 1    | IP            | 1             | 0             | -                    | 0                    | 0                    | 34     | 1      |
| 2012/13              | Turín                | Serie A              | 30     | 0    | IP            | 2             | 0             | -                    | 0                    | 0                    | 32     | 0      |
| 2013/14              | Turín                | Serie A              | 37     | 0    | IP            | 1             | 0             | -                    | 0                    | 0                    | 38     | 0      |
| 2014/15              | Turín                | Serie A              | 33     | 2    | IP            | 1             | 0             | EL                   | 13                   | 3                    | 47     | 5      |
| Celkem za Turín      | Celkem za Turín      | Celkem za Turín      | 133    | 3    | -             | 5             | 0             | -                    | 13                   | 3                    | 151    | 6      |
| 2015/16              | Manchester United    | Premier League       | 28     | 1    | AP+ALP        | 3+1           | 0             | LM+EL                | 6+1                  | 0                    | 39     | 1      |
| 2016/17              | Manchester United    | Premier League       | 18     | 0    | AP+ALP+AS     | 2+2+0         | 0             | EL                   | 7                    | 0                    | 29     | 0      |
| 2017/18              | Manchester United    | Premier League       | 8      | 0    | AP+ALP        | 2+3           | 0             | LM+ES                | 3+1                  | 0                    | 17     | 0      |
| 2018/19              | Manchester United    | Premier League       | 6      | 0    | AP+ALP        | 1+0           | 0             | LM                   | 0                    | 0                    | 7      | 0      |
| Celkem za Manchester | Celkem za Manchester | Celkem za Manchester | 60     | 1    | -             | 14            | 0             | -                    | 18                   | 0                    | 92     | 1      |
| 2019/20              | Parma                | Serie A              | 33     | 1    | IP            | 1             | 0             | -                    | 0                    | 0                    | 34     | 1      |
| 2020                 | Parma                | Serie A              | 3      | 0    | -             | 0             | 0             | -                    | 0                    | 0                    | 3      | 0      |
| Celkem za Parmu      | Celkem za Parmu      | Celkem za Parmu      | 36     | 1    | -             | 1             | 0             | -                    | 0                    | 0                    | 37     | 1      |
| 2020/21              | Inter                | Serie A              | 26     | 3    | IP            | 3             | 0             | LM                   | 4                    | 1                    | 33     | 4      |
| 2021/22              | Inter                | Serie A              | 25     | 2    | IP+IS         | 5+1           | 0             | LM                   | 5                    | 0                    | 36     | 1      |
| 2022/23              | Inter                | Serie A              | 31     | 1    | IP+IS         | 5+1           | 1+0           | LM                   | 11                   | 0                    | 48     | 2      |
| 2023/24              | Inter                | Serie A              | 33     | 2    | IP+IS         | 1+2           | 0             | LM                   | 7                    | 0                    | 43     | 2      |
| 2024/25              | Inter                | Serie A              | ?      | ?    | IP+IS         | ?+?           | ?             | LM                   | ?                    | ?                    | ?      | ?      |
| Celkem za Inter      | Celkem za Inter      | Celkem za Inter      | 115    | 8    | -             | 18            | 1             | -                    | 27                   | 1                    | 160    | 10     |
| Celkově              | Celkově              | Celkově              | 381    | 14   | -             | 42            | 1             | -                    | 61                   | 4                    | 484    | 19     |

### Reprezentační

#### Statistika na velkých turnajích
| Reprezentace | Rok     | Zápasy              | Zápasy | Zápasy     | Zápasy           | Zápasy           | Zápasy            |
| Reprezentace | Rok     | Fáze turnaje        | Datum  | Soupeř     | Odehraných minut | Vstřelené branky | Výsledek          |
| ------------ | ------- | ------------------- | ------ | ---------- | ---------------- | ---------------- | ----------------- |
| Itálie       | MS 2014 | 1. zápas ve skupině | 15. 6. | Anglie     | 90               | 0                | 2:1               |
| Itálie       | MS 2014 | 2. zápas ve skupině | 20. 6. | Kostarika  | 90               | 0                | 0:1               |
| Itálie       | MS 2014 | 3. zápas ve skupině | 24. 6. | Uruguay    | 90               | 0                | 0:1               |
| Itálie       | ME 2016 | 1. zápas ve skupině | 13. 6. | Belgie     | 59               | 0                | 2:0               |
| Itálie       | ME 2016 | 3. zápas ve skupině | 22. 6. | Irsko      | 30               | 0                | 0:1               |
| Itálie       | ME 2016 | Osmifinále          | 27. 6. | Španělsko  | 6                | 0                | 2:0               |
| Itálie       | ME 2016 | Čtvrtfinále         | 2. 7.  | Německo    | 34               | 0                | 1:1 (6:5 na pen.) |
| Itálie       | ME 2024 | 1. zápas ve skupině | 15. 6. | Albánie    | 7                | 0                | 2:1               |
| Itálie       | ME 2024 | 3. zápas ve skupině | 24. 6. | Chorvatsko | 81               | 0                | 1:1               |
| Itálie       | ME 2024 | Osmifinále          | 29. 6. | Švýcarsko  | 74               | 0                | 0:2               |

#### Reprezentační branky
| Gól | Datum        | Stadion                                      | Soupeř            | Skóre | Výsledek | Soutěž                 |
| --- | ------------ | -------------------------------------------- | ----------------- | ----- | -------- | ---------------------- |
| 010 | 10. 10. 2015 | Olympijský stadion (Baku), Baku, Ázerbájdžán | Ázerbájdžán       | 1:3   | 1:3      | Kvalifikace na ME 2016 |
| 02  | 17. 11. 2023 | Stadio Olimpico, Řím, Itálie                 | Severní Makedonie | 1:0   | 5:2      | Kvalifikace na ME 2024 |

## Úspěchy

### Klubové

#### Národní
- vítěz italské ligy (2x)

Inter: 2020/21, 2023/24
- vítěz anglického poháru (1x)

Manchester United: 2015/16
- vítěz italského poháru (2x)

Inter: 2021/22, 2022/23
- vítěz anglického ligového poháru (1x)

Manchester United: 2016/17
- vítěz anglického superpoháru (1x)

Manchester United: 2016
- vítěz italského superpoháru (3x)

Inter: 2021, 2022, 2023

#### Kontinentální
- vítěz Evropské ligy UEFA (1x)

Manchester United: 2016/17

### Reprezentační
- 1× na MS (2014)
- 2× na ME (2016, 2024)
- 1× na LN (2022/23 – bronz)

### Individuální
- Tým roku Serie A – 2013/14,[14] 2014/15[15]